# Sistema de Thorne
El Sistema de Thorne es un sistema de clasificación de las Angiospermas desarrollado por el botánico Robert Folger Thorne (1920- ). La primera versión del sistema data de 1968, la que fue reemplazada por el mismo Thorne por una nueva versión en 2000.  
Estos dos sistemas fueron publicados en:
- R.F. Thorne (1968). «Synopsis of a putative phylogenetic classification of flowering plants». Aliso. 6(4): 57-66.
- R.F. Thorne (1992). «Classification and geography of flowering plants». Botanical Review 58: 225-348.
- R.F. Thorne (1992). «An updated phylogenetic classification of the flowering plants». Aliso 13: 365-389.
- R.F. Thorne (2000). «The classification and geography of the flowering plants: dicotyledons of the class Angiospermae». Botanical Review 66: 441-647.
- Thorne (2007)

El sistema está disponible en línea en dos sitios: Centro para el Estudio de Bibliotecas Digitales de Texas A&M (CSDL, Texas Archivado el 11 de mayo de 2008 en Wayback Machine.); Notas de 1999 por J.L. Reveal, en ese tiempo profesor en el Herbario de Norton Brown, Universidad de Maryland (1, 2, 3; con un extenso listado de sinonimias, tanto de nomenclatura como de taxonomía, para cada nombre en el sistema). 
De acuerdo al último sitio, los grupos principales del sistema son:
- clase Magnoliopsida  [= angiospermas ]
subclase Magnoliidae [= dicotiledóneas ]
superorden Magnolianae
superorden Nymphaeanae
superorden Rafflesianae
superorden Caryophyllanae
superorden Theanae
superorden Celastranae
superorden Malvanae
superorden Violanae
superorden Santalanae
superorden Geranianae
superorden Rutanae
superorden Proteanae
superorden Rosanae
superorden Cornanae
superorden Asteranae
superorden Solananae
superorden Loasanae
superorden Myrtanae
superorden Gentiananae
subclase Liliidae [= monocotiledóneas ]
superorden Lilianae
superorden Hydatellanae
superorden Triuridanae
superorden Aranae
superorden Cyclanthanae
superorden Pandananae
superorden Arecanae
superorden Commelinanae

El sistema Thorne (1992) contabiliza 440 familias y 69 órdenes:
- clase Magnoliopsida  [= angiospermas ]
subclase Magnoliidae [= dicotiledóneas ]
superorden Magnolianae
orden Magnoliales
familia Winteraceae
familia Illiciaceae
familia Schisandraceae
familia Magnoliaceae
familia Degeneriaceae
familia Himantandraceae
familia Eupomatiaceae
familia Annonaceae
familia Aristolochiaceae
familia Myristicaceae
familia Canellaceae
familia Austrobaileyaceae
familia Amborellaceae
familia Trimeniaceae
familia Chloranthaceae
familia Monimiaceae
familia Gomortegaceae
familia Calycanthaceae
familia Lauraceae
familia Hernandiaceae
familia Lactoridaceae
familia Saururaceae
familia Piperaceae
orden Ceratophyllales
familia Ceratophyllaceae
orden Nelumbonales
familia Nelumbonaceae
orden Paeoniales
familia Paeoniaceae
familia Glaucidiaceae
orden Berberidales
familia Menispermaceae
familia Lardizabalaceae
familia Sargentodoxaceae
familia Berberidaceae
familia Hydrastidaceae
familia Ranunculaceae
familia Circaeasteraceae
flia. Papaveraceae
superorden Nymphaeanae
orden Nymphaeales
familia Cabombaceae
familia Nymphaeaceae
superorden Rafflesianae
orden Rafflesiales
familia Hydnoraceae
familia Rafflesiaceae
superorder Caryophyllanae
order Caryophyllales
familia Caryophyllaceae
familia Portulacaceae
familia Hectorellaceae
familia Basellaceae
familia Didiereaceae
familia Cactaceae
familia Phytolaccaceae
familia Petiveriaceae
familia Agdestidaceae
familia Barbeuiaceae
familia Achatocarpaceae
familia Stegnospermataceae
familia Nyctaginaceae
familia Aizoaceae
familia Halophytaceae
familia Molluginaceae
familia Chenopodiaceae
familia Amaranthaceae
superorden Theanae
orden Theales
familia Dilleniaceae
familia Actinidiaceae
familia Paracryphiaceae
familia Stachyuraceae
familia Theaceae
familia Asteropeiaceae
familia Tetrameristaceae
familia Pellicieraceae
familia Chrysobalanaceae
familia Symplocaceae
familia Caryocaraceae
familia Marcgraviaceae
familia Oncothecaceae
familia Aquifoliaceae
familia Phellinaceae
familia Sphenostemonaceae
familia Sarraceniaceae
familia Pentaphylacaceae
familia Clethraceae
familia Cyrillaceae
familia Ochnaceae
familia Quiinaceae
familia Scytopetalaceae
familia Medusagynaceae
familia Strasburgeriaceae
familia Ancistrocladaceae
familia Dioncophyllaceae
familia Nepenthaceae
familia Bonnetiaceae
familia Clusiaceae
familia Elatinaceae
familia Lecythidaceae
orden Ericales
familia Ericaceae
familia Epacridaceae
familia Empetraceae
orden Fouquieriales
familia Fouquieriaceae
orden Styracales
familia Ebenaceae
familia Lissocarpaceae
familia Sapotaceae
familia Styracaceae
orden Primulales
familia Theophrastaceae
familia Myrsinaceae
familia Primulaceae
familia Plumbaginaceae
orden Polygonales
familia Polygonaceae
superorden Celastranae
orden Celastrales
familia Celastraceae
familia Goupiaceae
familia Lophopyxidaceae
familia Stackhousiaceae
familia Corynocarpaceae
superorden Malvanae
orden Malvales
familia Sterculiaceae
familia Huaceae
familia Elaeocarpaceae
familia Plagiopteraceae
familia Tiliaceae
familia Monotaceae
familia Dipterocarpaceae
familia Sarcolaenaceae
familia Sphaerosepalaceae
familia Bombacaceae
familia Malvaceae
orden Urticales
familia Ulmaceae
familia Moraceae
familia Cecropiaceae
familia Barbeyaceae
familia Urticaceae
familia Cannabaceae
orden Rhamnales
familia Rhamnaceae
familia Elaeagnaceae
orden Euphorbiales
familia Euphorbiaceae
familia Aextoxicaceae
familia Simmondsiaceae
familia Dichapetalaceae
familia Gonystylaceae
familia Thymelaeaceae
superorden Violanae
orden Violales
familia Bixaceae
familia Cochlospermaceae
familia Cistaceae
familia Violaceae
familia Flacourtiaceae
familia Physenaceae
famili Lacistemataceae
familia Salicaceae
familia Dipentodontaceae
familia Peridiscaceae
familia Scyphostegiaceae
familia Passifloraceae
familia Turneriaceae
familia Malesherbiaceae
familia Achariaceae
familia Caricaceae
familia Tamaricaceae
familia Frankeniaceae
familia Cucurbitaceae
familia Begoniaceae
familia Datiscaceae
orden Brassicales
familia Resedaceae
familia Capparaceae
familia Brassicaceae
familia Salvadoraceae
familia Gyrostemonaceae
orden Batales
familia Bataceae
superorden Santalanae
orden Santalales
familia Olacaceae
familia Opiliaceae
familia Medusandraceae
familia Santalaceae
familia Misodendraceae
familia Loranthaceae
familia Eremolepidaceae
familia Viscaceae
orden Balanophorales
familia Balanophoraceae
familia Cynomoriaceae
superorden Geranianae
orden Linales
familia Humiriaceae
familia Ctenolophonaceae
familia Hugoniaceae
familia Ixonanthaceae
familia Linaceae
familia Erythroxylaceae
familia Zygophyllaceae
familia Balanitaceae
orden Rhizophorales
familia Rhizophoraceae
orden Geraniales
familia Oxalidaceae
familia Geraniaceae
familia Balsaminaceae
familia Tropaeolaceae
familia Limnanthaceae
orden Polygalales
familia Malpighiaceae
familia Trigoniaceae
familia Vochysiaceae
familia Polygalaceae
familia Krameriaceae
superorden Rutanae
orden Rutales
familia Rutaceae
familia Rhabdodendraceae
familia Cneoraceae
familia Simaroubaceae
familia Picramniaceae
familia Ptaeroxylaceae
familia Meliaceae
familia Burseraceae
familia Anacardiaceae
familia Leitneriaceae
familia Tepuianthaceae
familia Coriariaceae
familia Sapindaceae
familia Sabiaceae
familia Melianthaceae
familia Akaniaceae
familia Bretschneideraceae
familia Moringaceae
familia Surianaceae
familia Connaraceae
familia Fabaceae
superorden Proteanae
orden Proteales
familia Proteaceae
superorden Rosanae
orden Hamamelidales
familia Trochodendraceae
familia Eupteleaceae
familia Cercidiphyllaceae
familia Platanaceae
familia Hamamelidaceae
orden Casuarinales
familia Casuarinaceae
orden Balanopales
familia Buxaceae
familia Didymelaceae
familia Daphniphyllaceae
familia Balanopaceae
orden Bruniales
familia Roridulaceae
familia Bruniaceae
familia Geissolomataceae
familia Grubbiaceae
familia Myrothamnaceae
familia Hydrostachyaceae
orden Juglandales
familia Rhoipteleaceae
familia Juglandaceae
familia Myricaceae
orden Betulales
familia Ticodendraceae
familia Betulaceae
familia Nothofagaceae
familia Fagaceae
orden Rosales
familia Rosaceae
familia Neuradaceae
familia Crossosomataceae
familia Anisophylleaceae
orden Saxifragales
familia Tetracarpaeaceae
familia Crassulaceae
familia Cephalotaceae
familia Penthoraceae
familia Saxifragaceae
familia Francoaceae
familia Grossulariaceae
familia Vahliaceae
familia Eremosynaceae
familia Lepuropetalaceae
familia Parnassiaceae
familia Stylidiaceae
familia Droseraceae
familia Greyiaceae
familia Diapensiaceae
orden Podostemales
familia Podostemaceae
orden Cunoniales
familia Cunoniaceae
familia Davidsoniaceae
familia Staphyleaceae
superorden Cornanae
orden Hydrangeales
familia Hydrangeaceae
familia Escalloniaceae
familia Carpodetaceae
familia Griseliniaceae
familia Alseuosmiaceae
familia Montiniaceae
familia Brexiaceae
familia Columelliaceae
familia Desfontainiaceae
orden Cornales
familia Vitaceae
familia Gunneraceae
familia Haloragaceae
familia Cornaceae
familia Curtisiaceae
familia Alangiaceae
familia Garryaceae
familia Aucubaceae
familia Aralidiaceae
familia Eucommiaceae
familia Icacinaceae
familia Metteniusaceae
familia Cardiopteridaceae
familia Peripterygiaceae
orden Pittosporales
familia Pittosporaceae
familia Byblidaceae
familia Tremandraceae
orden Araliales
familia Helwingiaceae
familia Torricelliaceae
familia Araliaceae
familia Hydrocotylaceae
familia Apiaceae
orden Dipsacales
familia Caprifoliaceae
familia Adoxaceae
familia Valerianaceae
familia Triplostegiaceae
familia Dipsacaceae
familia Morinaceae
superorden Asteranae
orden Asterales
familia Calyceraceae
familia Asteraceae
orden Campanulales
familia Menyanthaceae
familia Pentaphragmataceae
familia Sphenocleaceae
familia Campanulaceae
familia Goodeniaceae
superorden Solananae
orden Solanales
familia Solanaceae
familia Duckeodendraceae
familia Goetzeaceae
familia Nolanaceae
familia Convolvulaceae
familia Hydrophyllaceae
familia Boraginaceae
familia Hoplestigmataceae
familia Lennoaceae
familia Tetrachondraceae
familia Polemoniaceae
superorden Loasanae
orden Loasales
familia Loasaceae
superorden Myrtanae
orden Myrtales
familia Lythraceae
familia Alzateaceae
familia Rhynchocalycaceae
familia Penaeaceae
familia Oliniaceae
familia Trapaceae
familia Crypteroniaceae
familia Melastomataceae
familia Combretaceae
familia Onagraceae
familia Myrtaceae
superorden Gentiananae
orden Gentianales
familia Loganiaceae
familia Rubiaceae
familia Dialypetalanthaceae
familia Apocynaceae
familia Gentianaceae
familia Saccifoliaceae
orden Scrophulariales
familia Oleaceae
familia Buddlejaceae
familia Stilbaceae
familia Bignoniaceae
familia Pedaliaceae
familia Martyniaceae
familia Myoporaceae
familia Scrophulariaceae
familia Gesneriaceae
familia Globulariaceae
familia Plantaginaceae
familia Lentibulariaceae
familia Acanthaceae
familia Callitrichaceae
familia Hippuridaceae
familia Verbenaceae
familia Phrymaceae
familia Symphoremataceae
familia Nesogenaceae
familia Avicenniaceae
familia Lamiaceae
subclase Liliidae [= monocotiledóneas ]
superorden Lilianae
orden Liliales
familia Melanthiaceae
familia Campynemataceae
familia Alstroemeriaceae
familia Colchicaceae
familia Liliaceae
familia Trilliaceae
familia Iridaceae
orden Burmanniales
familia Burmanniaceae
familia Corsiaceae
orden Asparagales
familia Asparagaceae
familia Luzuriagaceae
familia Asphodelaceae
familia Aphyllanthaceae
familia Phormiaceae
familia Tecophilaeaceae
familia Lanariaceae
familia Hemerocallidaceae
familia Asteliaceae
familia Hanguanaceae
familia Agavaceae
familia Hostaceae
familia Blandfordiaceae
familia Dasypogonaceae
familia Xanthorrhoeaceae
familia Ixioliriaceae
familia Hyacinthaceae
familia Alliaceae
familia Amaryllidaceae
familia Hypoxidaceae
familia Velloziaceae
familia Cyanastraceae
familia Eriospermaceae
orden Dioscoreales
familia Philesiaceae
familia Rhipogonaceae
familia Petermanniaceae
familia Smilacaceae
familia Dioscoreaceae
familia Trichopodaceae
familia Stemonaceae
familia Taccaceae
orden Orchidales
familia Orchidaceae
superorden Hydatellanae
orden Hydatellales
familia Hydatellaceae
superorden Triuridanae
orden Triuridales
familia Triuridaceae
superorden Alismatanae
orden Alismatales
familia Butomaceae
familia Alismataceae
familia Hydrocharitaceae
orden Potamogetonales
familia Aponogetonaceae
familia Scheuchzeriaceae
familia Juncaginaceae
familia Potamogetonaceae
familia Posidoniaceae
familia Cymodoceaceae
familia Zannichelliaceae
familia Zosteraceae
superorden Aranae
orden Acorales
familia Acoraceae
orden Arales
familia Araceae
familia Lemnaceae
superorden Cyclanthanae
orden Cyclanthales
familia Cyclanthaceae
superorden Pandananae
orden Pandanales
familia Pandanaceae
superorden Arecanae
orden Arecales
familia Arecaceae
superorden Commelinanae
orden Bromeliales
familia Bromeliaceae
orden Philydrales
familia Philydraceae
familia Pontederiaceae
familia Haemodoraceae
orden Typhales
familia Typhaceae
orden Zingiberales
familia Musaceae
familia Strelitziaceae
familia Lowiaceae
familia Heliconiaceae
familia Zingiberaceae
familia Costaceae
familia Cannaceae
familia Marantaceae
orden Commelinales
familia Rapateaceae
familia Xyridaceae
familia Commelinaceae
familia Mayacaceae
familia Eriocaulaceae
orden Juncales
familia Thurniaceae
familia Juncaceae
familia Cyperaceae
orden Poales
familia Flagellariaceae
familia Joinvilleaceae
familia Restionaceae
familia Ecdeiocoleaceae
familia Centrolepidaceae
familia Poaceae

- Datos: Q567943